# Systenus amazonicus
Systenus amazonicus är en tvåvingeart som beskrevs av Stefan Naglis 2000. Systenus amazonicus ingår i släktet Systenus och familjen styltflugor. Inga underarter finns listade i Catalogue of Life.